# Андріївська сільська рада (Волноваський район)
| Андріївська сільська рада — орган місцевого самоврядування у Волноваському районі Донецької області з адміністративним центром у с. Андріївка. Сільській раді були підпорядковані населені пункти: - с. Андріївка - с. Доля |

## Склад ради
Рада складалася з 12 депутатів та голови.

## Керівний склад сільської ради
| ПІБ                      | Основні відомості                                                                       | Дата обрання | Дата звільнення |
| ------------------------ | --------------------------------------------------------------------------------------- | ------------ | --------------- |
| Кулаков Сергій Борисович | Сільський голова, 1962 року народження, освіта, член Партії регіонів                    | 26.03.2006   | 31.10.2010      |
| Кулаков Сергій Борисович | Сільський голова, 1962 року народження, освіта середня спеціальна, член Партії регіонів | 31.10.2010   |                 |

Примітка: таблиця складена за даними джерела